# 豊竹呂太夫
豊竹 呂太夫（とよたけ ろだゆう）は、義太夫節の太夫。

## 初代
（天保14年（1843年） - 明治40年（1907年）3月30日）本名は上西吉兵衛。
父は大阪天満ではらはら薬を売っていた。そこの次男として生まれ、後世「はらはら屋の呂太夫」と言われる。
元は素人浄瑠璃出身で1874年に初代豊竹古靱太夫に入門し呂太夫を名乗る。生涯改名していない。1878年に豊竹古靱太夫没し、同年12月に5代目豊竹駒太夫の門下になる。

## 2代目
（安政4年1月29日（1857年2月23日） - 昭和5年（1930年）9月26日）本名は堀卯兵衛。
大阪市の生まれ、1875年に初代豊竹古靱太夫に入門し十九太夫を名乗る。1876年が初舞台。1877年に初代呂太夫の門下で呂勢太夫、1883年に新呂太夫から1896年に祖太夫を経て、1907年に2代目呂太夫を襲名。

## 3代目
後の10代目豊竹若太夫。

## 4代目
後の8代目豊竹嶋太夫。

## 5代目
（昭和20年（1945年）7月28日 - 平成12年（2000年）9月9日）本名は青木正。
群馬県前橋市の生まれ。1967年に立教大学文学部卒業。1952年に10代目豊竹若太夫に入門し豊竹若子太夫を名乗る。1954年に初舞台。1967年に師の若太夫の没で3代目竹本春子太夫門下に移る。同年に5代目呂太夫を襲名。1974年に再度、師の春子太夫の没で4代目竹本越路太夫門下に移る。
東京で文楽の会を積極的に行なった。
主な受賞に1977年に大阪府民劇場 奨励賞。1979年に芸術選奨文部大臣 新人賞。1981年に国立劇場文楽賞 奨励賞。1988年に松尾芸能賞 優秀賞。1987年、1988年に京都市芸術 新人賞。1985年、1987年、1988年、1989年に国立劇場文楽賞 優秀賞。

## 6代目
（昭和22年（1947年）4月16日 - ）本名は林雄治。
大阪府泉北郡山滝村（現 岸和田市）の生まれ（住まいは大阪市住吉区）。祖父は10代目豊竹若太夫（3代目豊竹呂太夫）。昭和42年（1967年）3代目竹本春子太夫に入門し内弟子となり、祖父の幼名英太夫を3代目豊竹英太夫として名乗る。昭和43年（1968年）4月に毎日ホールで「戻り橋」左源太の役にて初舞台。昭和44年（1969年）、師の春子太夫が没し4代目竹本越路太夫に入門して内弟子となる。平成29年（2017年）4月に六代豊竹呂太夫を襲名。襲名披露狂言は『菅原伝授手習鑑』「寺子屋の段」。主な受賞に平成29年（2017年）に第47回JXTG音楽賞（現 ENEOS音楽賞）「邦楽部門」、平成15年（2003年）及び平成30年（2018年）に国立劇場文楽賞文楽優秀賞、令和元年（2019年）に第54回大阪市市民表彰。令和4年（2022年）に文化庁長官表彰。